# Stadtteilzeitung
Stadtteilzeitungen widmen sich gezielt den – von den Tageszeitungen oft vernachlässigten – Ereignissen in einzelnen Stadtteilen. Sie werden aus dem Stadtteil heraus gemacht, also mit unmittelbarer Nähe zum Leser.
Wirtschaftliche Basis der meist kostenlos verteilten Stadtteilzeitung ist die örtliche Wirtschaft. Zu weitaus günstigeren Preisen als in der Tageszeitung erreicht sie hier direkt ihre klar definierte Zielgruppe. Mit dem Aufkommen des Fotosatzes in den 1960er Jahren ergab sich bei der technischen Zeitungsproduktion eine deutliche Kostensenkung. Herausgeber von Stadtteilzeitungen sind oft örtliche Vereine. Die von Stadtteilvereinen herausgegebenen Zeitungen werden zudem in hohem Ausmaß ehrenamtlich erstellt und sind gegenüber der professionellen Zeitung damit im Kostenvorteil. Jedoch haben sich auch kommerzielle Verlagsketten gebildet, die kostenlos Stadtteilzeitungen verteilen (z. B. BAZ mit rund 1 Million Gesamtauflage).
Gegen die vermeintlich aufkommende Konkurrenz versuchen sich die Tageszeitungen mit eigenen Stadtteilseiten und Sonderkonditionen bei den Anzeigenpreisen zu wehren.